# Sim Kwon-Ho
Sim Kwon-Ho, född den 10 oktober 1972 i Seongnam, Sydkorea, är en sydkoreansk brottare som tog OS-guld i lätt flugviktsbrottning i den grekisk-romerska klassen 1996 i Atlanta och därefter OS-guld i flugvikt 2000 i Sydney.  